# هومسن (دهانه)
هومسن یک دهانه برخوردی در ماه‌ است.